# Blockhaus d'Éperlecques
Vous lisez un « bon article » labellisé en 2013.
Pour la commune éponyme, voir Éperlecques.
Le blockhaus d'Éperlecques (également appelé bunker de Watten) est un bunker de la Seconde Guerre mondiale situé dans la forêt d'Éperlecques appartenant à la commune du même nom dans le département français du Pas-de-Calais. De nom de code Kraftwerk Nord West (KNW), il fut construit par l'Allemagne nazie de 1943 à 1944 pour servir de base de lancement aux missiles V2 visant Londres et le Sud de l'Angleterre.
Construit pour accueillir plus de 100 missiles à la fois et en lancer 36 par jour, le blockhaus aurait abrité une usine d'oxygène liquide et une gare protégée des bombes permettant d'approvisionner le site en fusées et en ravitaillement depuis les usines de production en Allemagne. Il fut construit par des travailleurs forcés issus des camps de concentration ou de travail ainsi que par des Français enrôlés de force.
Le blockhaus ne fut jamais achevé du fait des bombardements répétés des Britanniques et des Américains dans le cadre de l'opération Crossbow. Les attaques causèrent des dégâts importants et l'empêchèrent d'être utilisé dans son rôle initial ; une partie du bâtiment fut transformée en usine de production d'oxygène liquide. Le site fut capturé par les Alliés au début du mois de septembre 1944 même si son but réel ne fut découvert qu'après la fin de la guerre. Le blockhaus est inscrit à l'inventaire des monuments historiques depuis 1986. En 2014, le musée présente le site et le programme balistique allemand.

## Contexte historique
Le missile balistique A4 (appelé V2 à partir de septembre 1944) fut développé par les Allemands entre 1939 et 1944. Il était considéré par Adolf Hitler comme une Wunderwaffe (« arme miracle ») pouvant changer le cours de la guerre. Son déploiement était cependant limité par plusieurs facteurs. Pour alimenter les fusées, de grandes quantités d'oxygène liquide étaient nécessaires, mais ce composé chimique est volatil et s'évapore très vite. Sa production devait donc se faire à proximité des sites de lancement. L'Allemagne et les pays occupés ne disposaient pas à ce moment de capacités suffisantes de production d'oxygène liquide pour permettre une campagne de tirs à grande échelle ; la capacité de production totale entre 1941 et 1942 était d'environ 215 t par jour alors que chaque lancement d'un A4 consommait 7 t. De plus, comme le missile devait être utilisé contre Londres et le Sud de l'Angleterre et que sa portée opérationnelle était de 320 km, les sites de lancement devaient se trouver dans le Nord de la France, en Belgique ou dans l'Ouest des Pays-Bas. Cela les plaçait dans le rayon d'action des bombardiers alliés, impliquant donc que les sites devaient être capables de résister aux probables attaques aériennes.
Plusieurs concepts furent proposés pour le déploiement des A4 en mars 1943 par Walter Dornberger, le directeur du centre balistique de Peenemünde. Il suggéra la construction de sites très fortifiés similaires aux bases de sous-marins construites en France et en Norvège, où les fusées pourraient être entreposées, armées et ravitaillées avec une usine de production d'oxygène liquide présente sur place. Les avantages étaient significatifs car les pertes en oxygène liquide pourraient être réduites au minimum et cela faciliterait la réalisation des nombreux tests nécessaires avant le lancement. Il serait également possible de lancer les fusées à un rythme élevé car le site fonctionnerait comme une ligne de production envoyant un flux rapide de missiles sur les pas de tirs.
Les bases pour sous-marins et autres fortifications importantes du mur de l'Atlantique avaient cependant été construites en 1940 et 1942, même si les travaux sur les bases continuèrent jusqu'en 1944, lorsque les Allemands disposaient de la supériorité aérienne et pouvaient empêcher les attaques aériennes alliées. À partir de 1942, cet avantage avait été acquis par l’United States Army Air Forces dont le déploiement en Angleterre avait commencé en mai 1942 et par la Royal Air Force. L'armée allemande privilégiait donc une approche alternative consistant à utiliser des plates-formes de lancement mobiles appelées Meillerwagens pouvant être accompagnés par les équipements de test et d'approvisionnement montés sur camion ou sur train. Cette proposition était bien moins efficace et obligeait à un rythme de tir très inférieur mais avait l'immense avantage d'être plus difficile à cibler par l'aviation alliée. Les chefs de l'armée n'étaient pas convaincus de la résistance des bunkers à des attaques aériennes répétées et s'inquiétaient particulièrement de la vulnérabilité des routes et des voies ferrées menant aux sites, pourtant essentiels au ravitaillement en fusées et en équipements.
En novembre 1942, Adolf Hitler et le ministre de l'armement, Albert Speer, examinèrent les différentes propositions et les plans des bunkers et des lanceurs mobiles. Hitler opta rapidement pour la construction de bunkers mais il accepta également la production de lanceurs mobiles. Deux concepts avaient été proposés : le B.III-2a prévoyait la préparation du missile dans le bunker puis son transport à l'extérieur sur un pas de tir tandis que dans le B.III-2b, le missile serait transporté par ascenseur depuis l'intérieur du bunker jusque sur un pas de tir sur le toit. Albert Speer ordonna à l'Organisation Todt de construire deux bunkers avec un toit en béton armé de 5 m d'épaisseur et des murs de 3,5 m de large. Ils seraient construits sur les côtes françaises face à l'Angleterre, le premier sur la Côte d'Opale près de Boulogne-sur-Mer et le second dans le Cotentin près de Cherbourg. Les deux seraient capables de lancer 36 missiles par jour, abriteraient suffisamment de missiles et de carburant pour tirer pendant trois jours et seraient exploités par 250 hommes.

## Emplacement

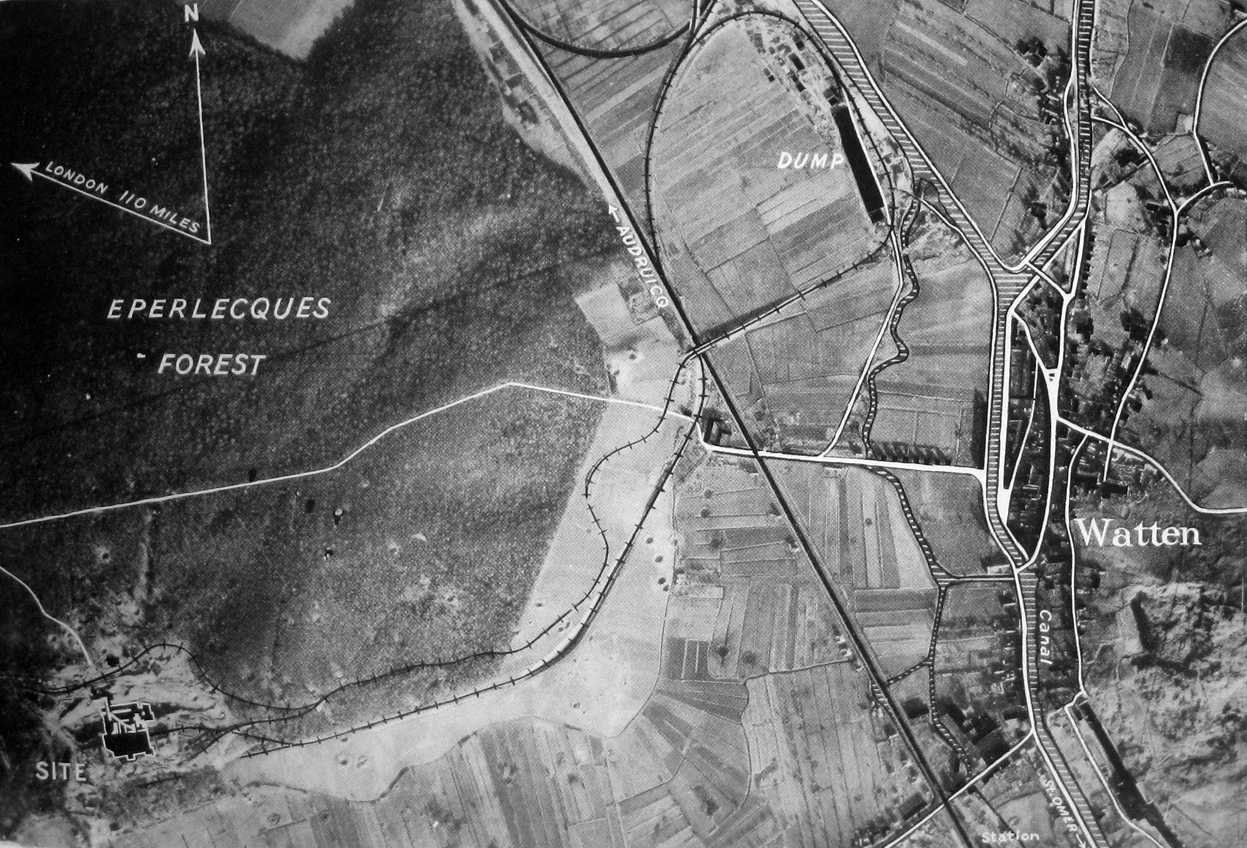
Photographie aérienne de la région de Watten en septembre 1944.

En décembre 1942, Albert Speer ordonna aux officiers et ingénieurs de Peenemünde (dont le colonel Gerhard Stegmair, Ernst Steinhoff et le lieutenant-colonel Georg Thom) de se rendre dans l'Artois dans le Nord de la France pour y trouver un site convenable pour un complexe de lancement de missiles A4. Le site choisi se trouvait juste à l'ouest de la petite ville de Watten dans la forêt d'Éperlecques dans le département du Pas-de-Calais. Il reçut le nom de code de « Kraftwerk Nord West » (« Centrale électrique du Nord-Ouest,, »). De nos jours, il est également appelé « bunker de Watten » ou simplement « Watten ».
L'emplacement avait l'avantage de se trouver à proximité de la voie ferrée reliant Calais à Saint-Omer, du fleuve Aa, de routes importantes et du réseau électrique. Situé à 177 km de Londres et à 21 km de la côte, il se trouvait hors de portée des canons des navires de guerre et était en partie abrité par une crête haute de 90 m au nord. La ville voisine de Saint-Omer abritait une importante base de la Luftwaffe pouvant défendre la zone. Plusieurs carrières de sable et de gravier ainsi que des cimenteries se trouvaient à proximité du site et pourraient fournir l'immense quantité de matériaux nécessaire aux travaux de construction. Les plans prévoyaient en effet l'utilisation de 200 000 t de béton et de 20 000 t d'acier. Lorsque le major-général américain Lewis H. Brereton inspecta le site après sa capture, il décrivit le blockhaus comme une « construction en béton plus importante que tout ce qui existe aux États-Unis, sauf peut-être le barrage Hoover ».

## Conception
|  | 1. Gare fortifiée pour le déchargement des missiles et des équipements 2. Stockage de l'oxygène liquide 3. Stockage des fusées 4. Salle de préparation des missiles 5. Usine de production d'oxygène liquide 6. Couloirs de sortie des missiles 7. Pas de tir 8. Centre de contrôle des lancements 9. Voie ferrée rattachée à la ligne Calais-Saint-Omer |

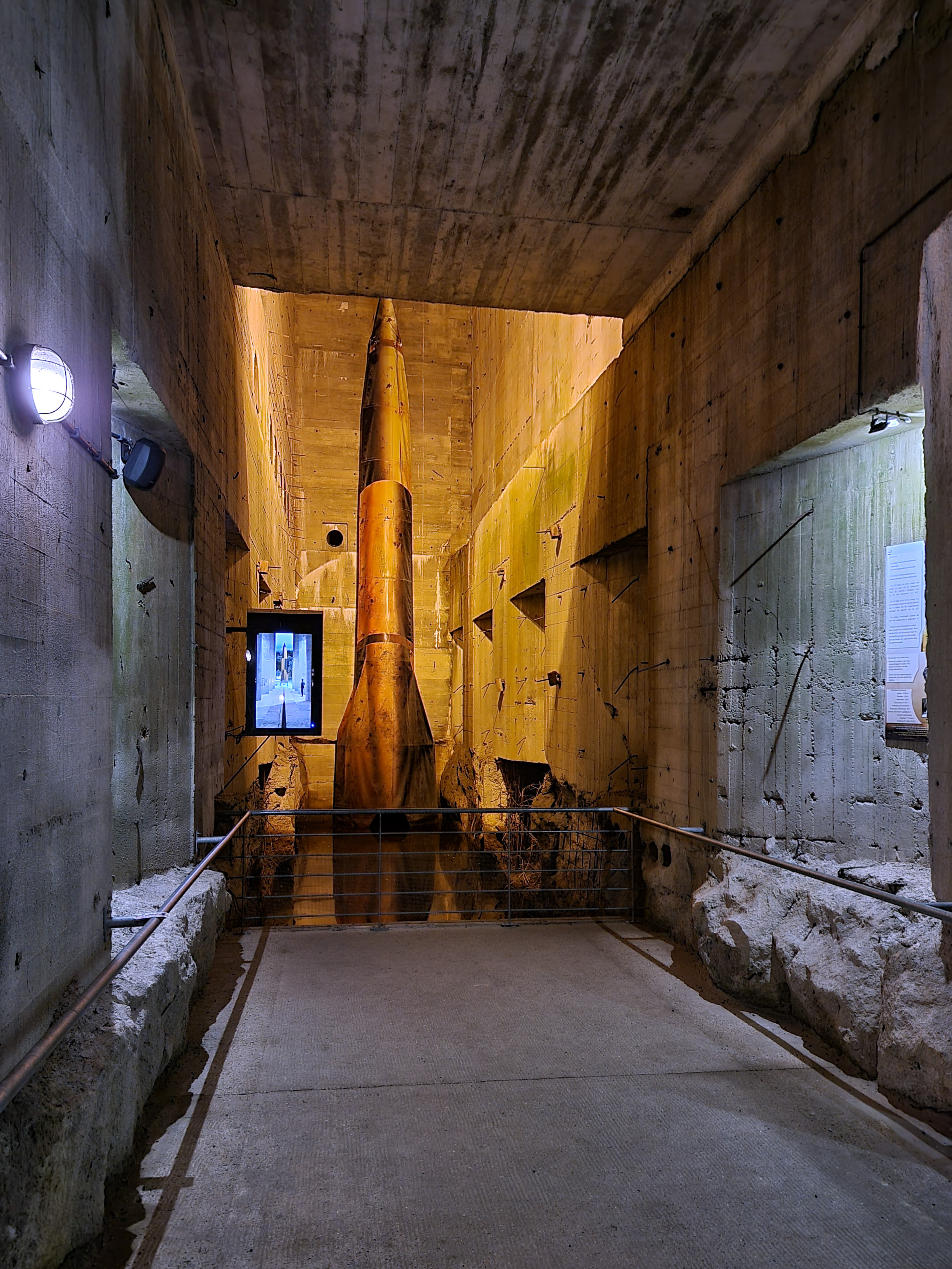
Couloir de sortie des V2 ⑥. Au fond la partie murée qui devait donner sur l'extérieur.

Le blockhaus était composé de trois principales parties.
Le plan du site fut conçu en janvier et février 1943 par des ingénieurs du centre de recherche de Peenemünde et de l'organisation Todt. Le 25 mars 1943, les plans furent présentés à Hitler, qui les accepta immédiatement,,. Il fut envisagé que la structure serait achevée à la fin du mois de juillet et que le site serait entièrement opérationnel le 1er novembre 1943.
Le blockhaus d'Éperlecques devait être construit suivant le concept B.III-2a mais en plus grand. Les Allemands avaient initialement envisagé de construire une usine de production d'oxygène liquide séparée à Stenay mais cette option fut abandonnée en faveur d'une usine au sein du blockhaus.
La partie sud (en haut du schéma) était une immense structure d'environ 90 m de large sur 28 m de haut devant abriter l'usine de production d'oxygène liquide ⑤ et les chambres de préparation &#x2463. Ses murs avaient 7 m d'épaisseur et les installations s'étendaient 6 m sous la surface du sol. La structure devait abriter cinq compresseurs Heylandt, capables chacun de produire 10 t d'oxygène liquide par jour, et 150 t devaient être entreposées sur place.
La partie centrale du complexe était conçue pour stocker jusqu'à 108 missiles ③ et suffisamment de carburant pour organiser trois jours de lancement ②. Les Allemands envisageaient de tirer jusqu'à 36 fusées par jour.

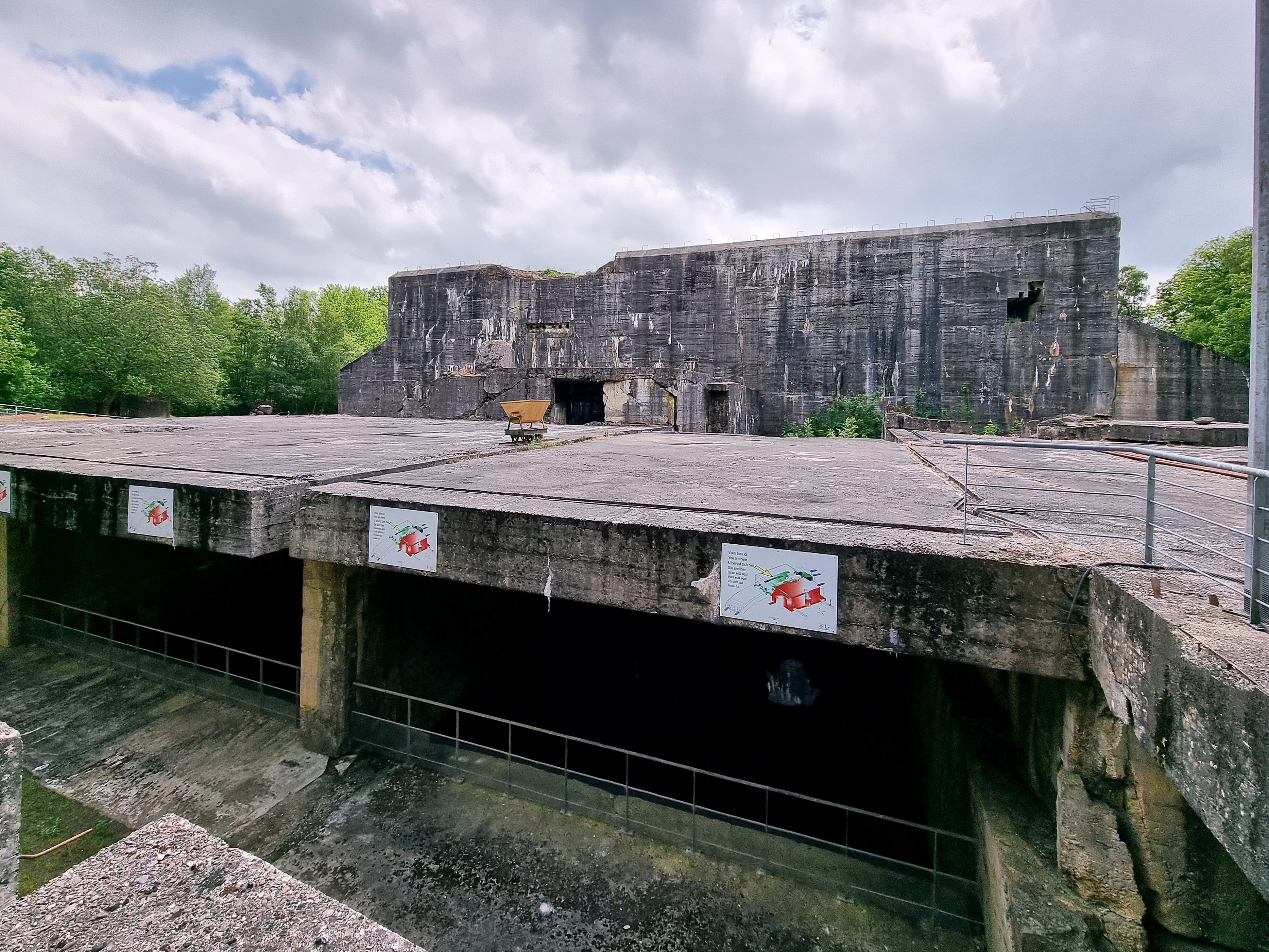
Vue de la face nord de l'usine ⑤, avec au premier plan une partie de la gare ① non détruite.

Le côté nord de la structure devait s'étendre au-dessus d'une gare ① reliée à la ligne Calais-Saint-Omer par un embranchement de 1,2 km depuis Watten. Les missiles, les ogives et les autres équipements seraient acheminés jusque dans la gare et transportés sur des chariots jusqu'au cœur du bunker. Les fusées y seraient assemblées, placées à la verticale, approvisionnées en carburant et armées ④. Elles seraient ensuite déplacées vers la face sud de la structure où elles seraient déployées sur un pas de tir ⑦. Ces couloirs vers l'extérieur ⑥ n'avaient pas de portes et des chicanes étaient prévues pour atténuer le souffle du lancement des fusées. Les tirs seraient surveillés depuis une tour de contrôle située au centre de la face sud du bâtiment ⑧ et surplombant les pas de tir.

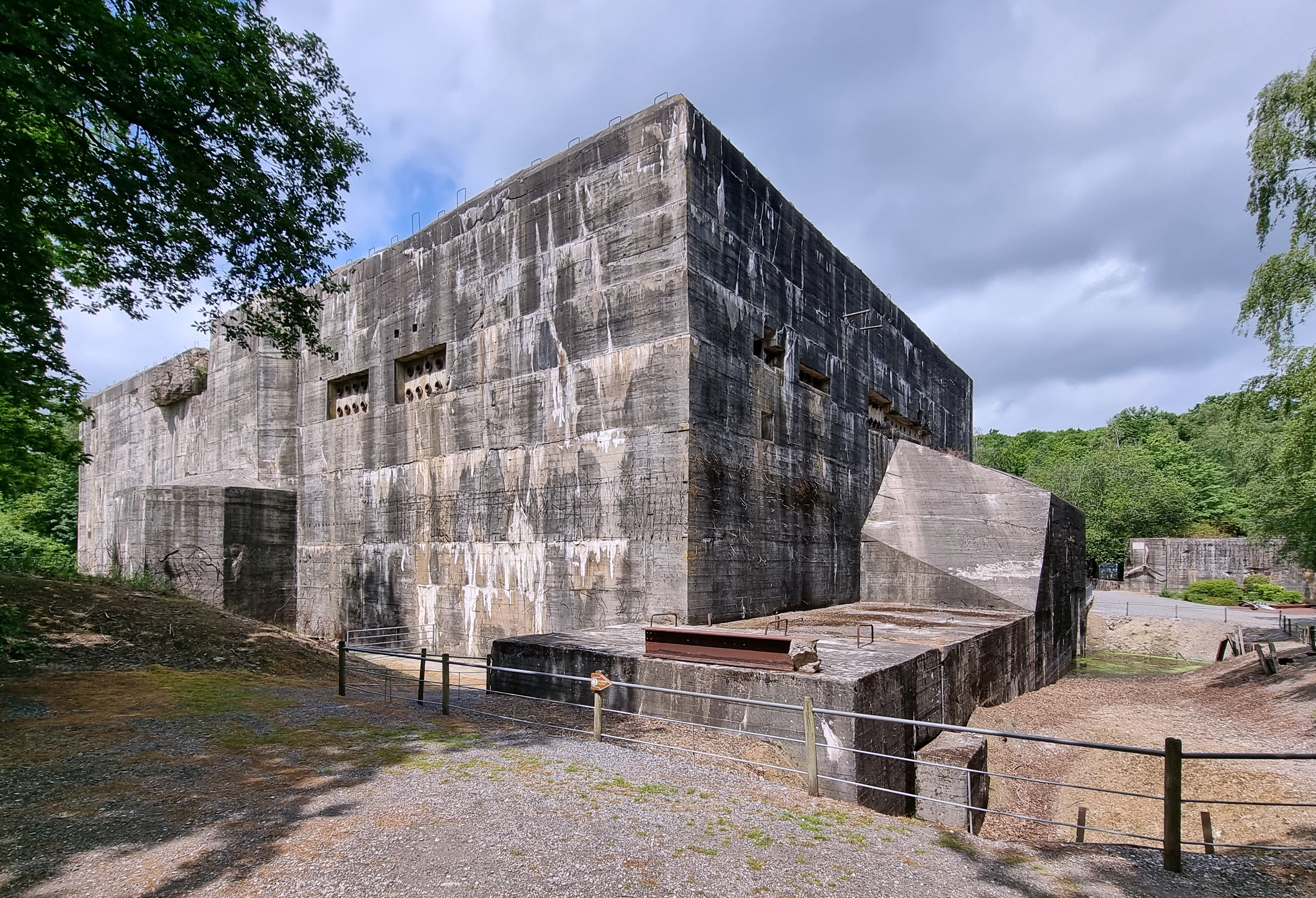
Angle sud-est du blockhaus. L'ouverture à droite est l'entrée du tunnel de préparation ④, où devait passer une voie ferrée.
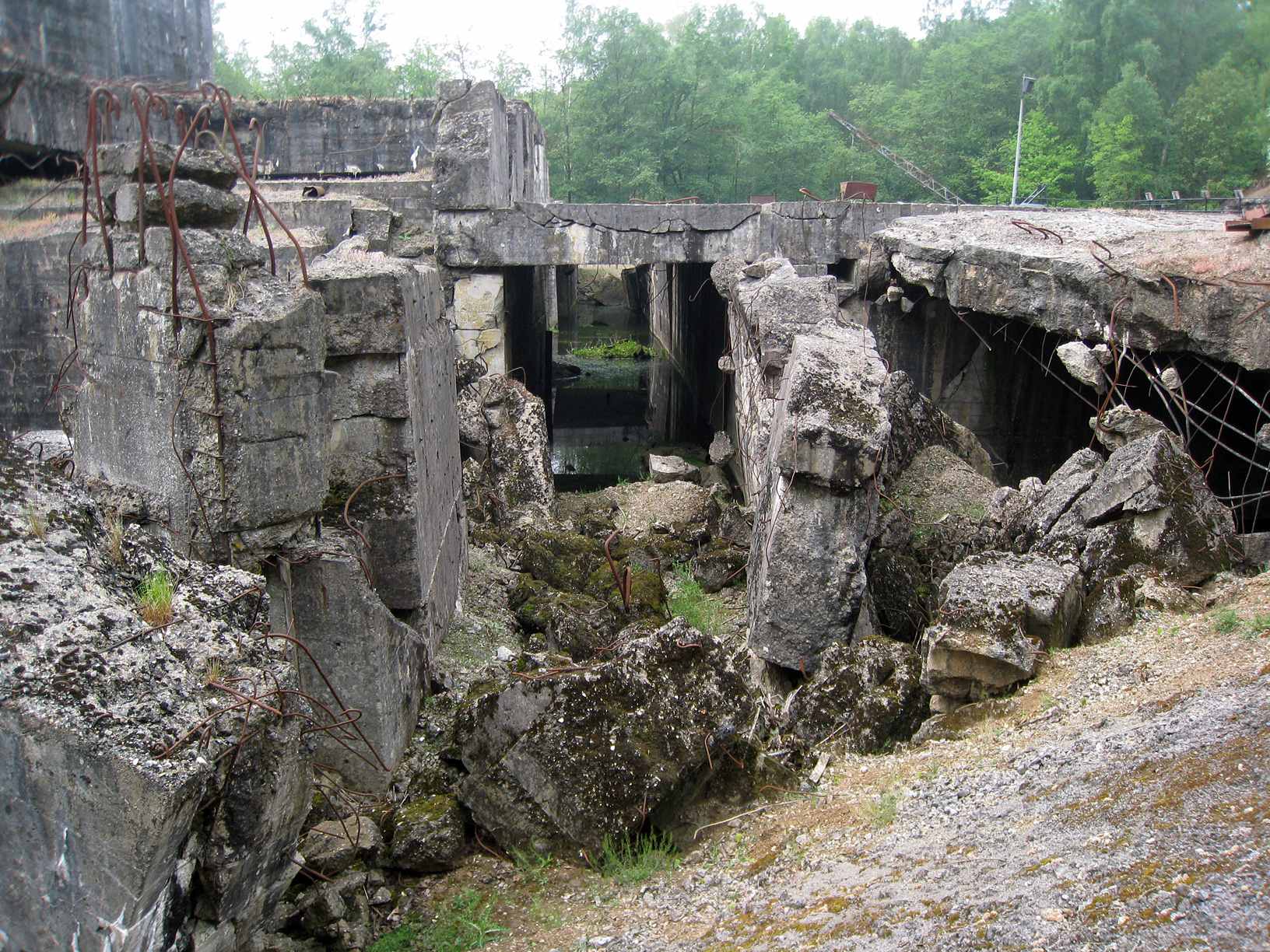
Ruines de la gare fortifiée au nord du blockhaus.
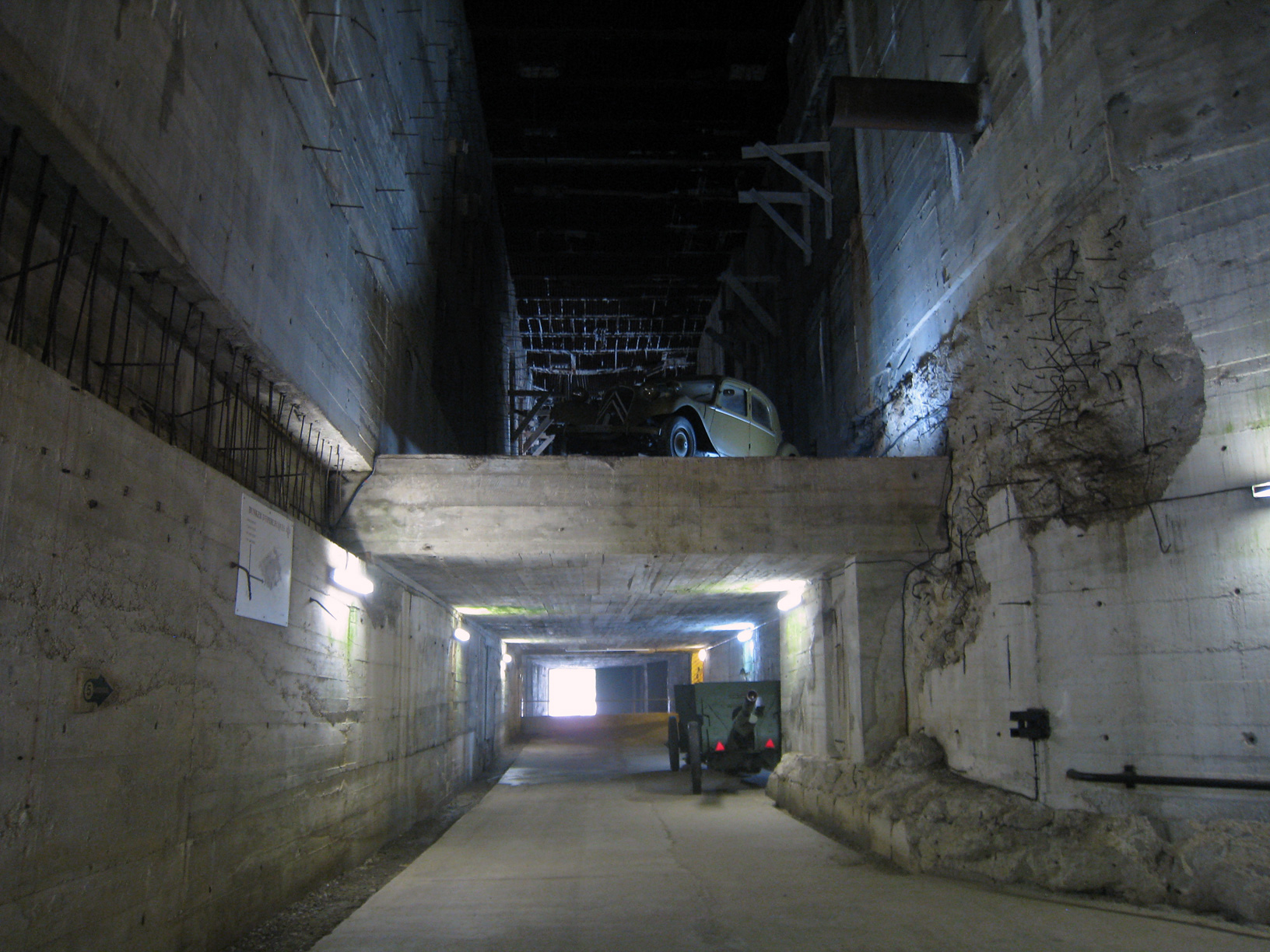
Intérieur du tunnel de préparation ④ de 16 m de haut. Le sol a été surélevé dans les dernières années pour éviter les inondations. Une voie ferrée y était initialement installée.

## Construction
6 000 ouvriers du bataillon de construction 434 commencèrent les travaux en mars 1943 d'après des plans de Franz Xaver Dorsch, le directeur de la construction de l'organisation Todt,,. La main d'œuvre se composait de spécialistes allemands, de civils français recrutés de force dans le cadre du service du travail obligatoire et de prisonniers de guerre belges, français, hollandais, polonais, soviétiques et tchécoslovaques. De nombreux travailleurs étaient des prisonniers politiques français et des républicains espagnols qui avaient fui en France après leur défaite durant la guerre d'Espagne. Les ouvriers non allemands étaient logés dans deux camps officiellement appelés Organisation Todt Watten Zwangsarbeitslager 62 (camp de travail forcé 62) à environ 2 km du site près du village d'Éperlecques. Ces camps étaient surveillés par la police française soutenue par des nazis belges et hollandais et des prisonniers de guerre soviétiques qui s'étaient portés volontaires. Même si les tentatives d'évasions étaient punies de mort, jusqu'à trois personnes s'échappaient chaque jour avec une aide extérieure. Le commandant du camp se serait plaint qu'il aurait été plus facile de « garder un sac de puces ». Plus de 35 000 ouvriers étrangers travaillèrent sur le site durant les six mois de sa construction.

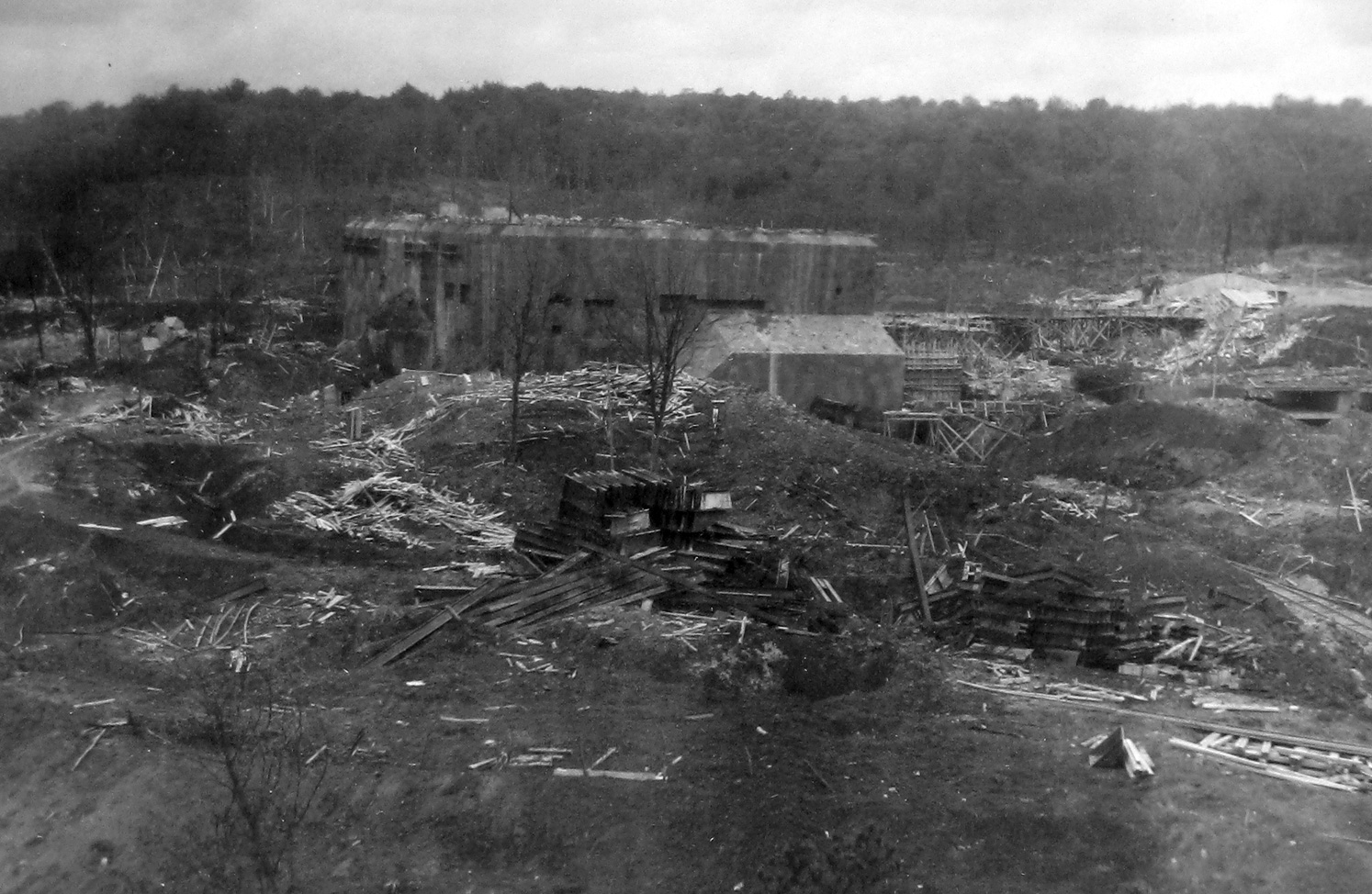
Photographie des travaux de construction sur le site d'Éperlecques prise par un avion de reconnaissance britannique le 23 juillet 1944.

Les ouvriers travaillaient par groupes de 3 000 à 4 000 personnes pendant des périodes de 12 heures. Les travaux de construction se poursuivaient sans interruption 24 h sur 24 tous les jours de la semaine et des puissants projecteurs étaient utilisés la nuit. Les conditions de vie et de travail étaient extrêmement dures, en particulier pour les prisonniers politiques et la main d'œuvre d'Europe de l'Est. Pour les ouvriers non allemands, tomber malade ou être incapable de travailler à la suite d'une blessure grave équivalait à une condamnation à mort car ils étaient soit abandonnés à leur sort soit renvoyés dans les camps d'où ils venaient. Une commission qui inspecta les camps de travail dans la région à la fin de l'année 1943 rapporta que « le travailleur [d'Europe] oriental[e] est très robuste. Il travaille jusqu'à s'étendre de tout son long dans le bourbier et tout ce que le médecin a à faire est de délivrer un certificat de décès ».
Les matériaux de construction étaient acheminés par barges et par trains jusqu'à Watten où ils étaient déchargés sur une voie ferrée Decauville et transportés vers le site de construction où des bétonnières fonctionnaient jour et nuit. Un large dépôt fut établi à Watten près du fleuve Aa et le lieu fut finalement utilisé pour entreposer le matériel nécessaire à tous les sites de V2 dans la région de Saint-Omer. Une ligne électrique de 90 kV reliait un transformateur à Holque au nord de Watten et alimentait le site de construction. Les travaux commencèrent également à Wizernes à environ 12 km au sud de Watten où une ancienne carrière avait été choisie comme lieu de stockage pour les équipements destinés à Éperlecques. Une large voie de garage fut posée pour relier la carrière, nom de code Schotterwerk Nordwest (« Carrière de gravier du Nord-Ouest »), à la voie principale.
Les Allemands construisirent, au nord du blockhaus, une centrale électrique à l'épreuve des bombes et d'une puissance de 1,5 MW. Le site fut initialement alimenté par le réseau électrique mais il fut décidé de le doter de sa propre source d'énergie pour limiter les risques de coupure. Un site de suivi radar fut également installé à Prédefin à 35 km au sud avec un radar Würzburg pour suivre la trajectoire des V2 lancés depuis Éperlecques et évaluer la précision des tirs.

## Découverte par les Alliés
Au début du mois d'avril 1943, un agent allié rapporta l'excavation d'« énormes tranchées » sur le site d'Éperlecques et le 16 mai 1943, les photographies d'une mission de reconnaissance de la Royal Air Force menèrent les spécialistes alliés à réaliser que des activités non identifiées avaient lieu sur le site. D'autres grands complexes étaient également en cours de construction dans le Pas-de-Calais et leur rôle était inconnu ; Lord Cherwell, le conseiller scientifique de Winston Churchill, admit qu'il ignorait ce qu'étaient « ces très grandes structures similaires à des emplacements de canons » mais considérait que « si l'ennemi juge utile de prendre la peine de les construire alors il semblerait utile que nous les détruisions ».
À la fin du mois de mai, le Comité des chefs d'état-major britannique ordonna que des attaques aériennes soient menées contre ces sites. Le 6 août, Duncan Sandys, le responsable de l'armement britannique, recommanda également l'attaque du site d'Éperlecques car les travaux de construction avançaient rapidement. Le Comité des Chefs d'État-major envisagea un bombardement de jour par des bombardiers américains même si l'État-major américain considérait que le site d'Éperlecques n'avait rien à voir avec des missiles et qu'il s'agissait plutôt d'une « salle d'opérations protégée ».

## Destruction
Le 27 août 1943, 187 bombardiers américains B-17 de la 8th USAAF attaquèrent le site avec des effets dévastateurs. La gare fortifiée au nord du blockhaus fut particulièrement endommagée car le béton venait juste d'être coulé. Walter Dornberger écrivit plus tard que le site après l'attaque n'était plus qu'« un tas dévasté de béton, d'acier, d'étais et de planches. Le béton a durci. Après quelques jours, la structure était irrécupérable. Tout ce que nous pouvions faire était de poser un toit et l'utiliser pour un autre rôle ». Le bombardement tua et blessa plusieurs centaines de travailleurs forcés ; les Alliés avaient cherché à limiter les pertes en organisant le raid lors d'un changement d'équipes mais ce dernier avait été modifié au dernier moment par les Allemands qui voulaient atteindre le quota de travail de la journée. Le commandant français des FAFL René Mouchotte participant à l'escorte est tué lors de cette mission, une plaque sur le blockhaus commémore la mémoire du commandant du groupe de chasse Île-de-France.

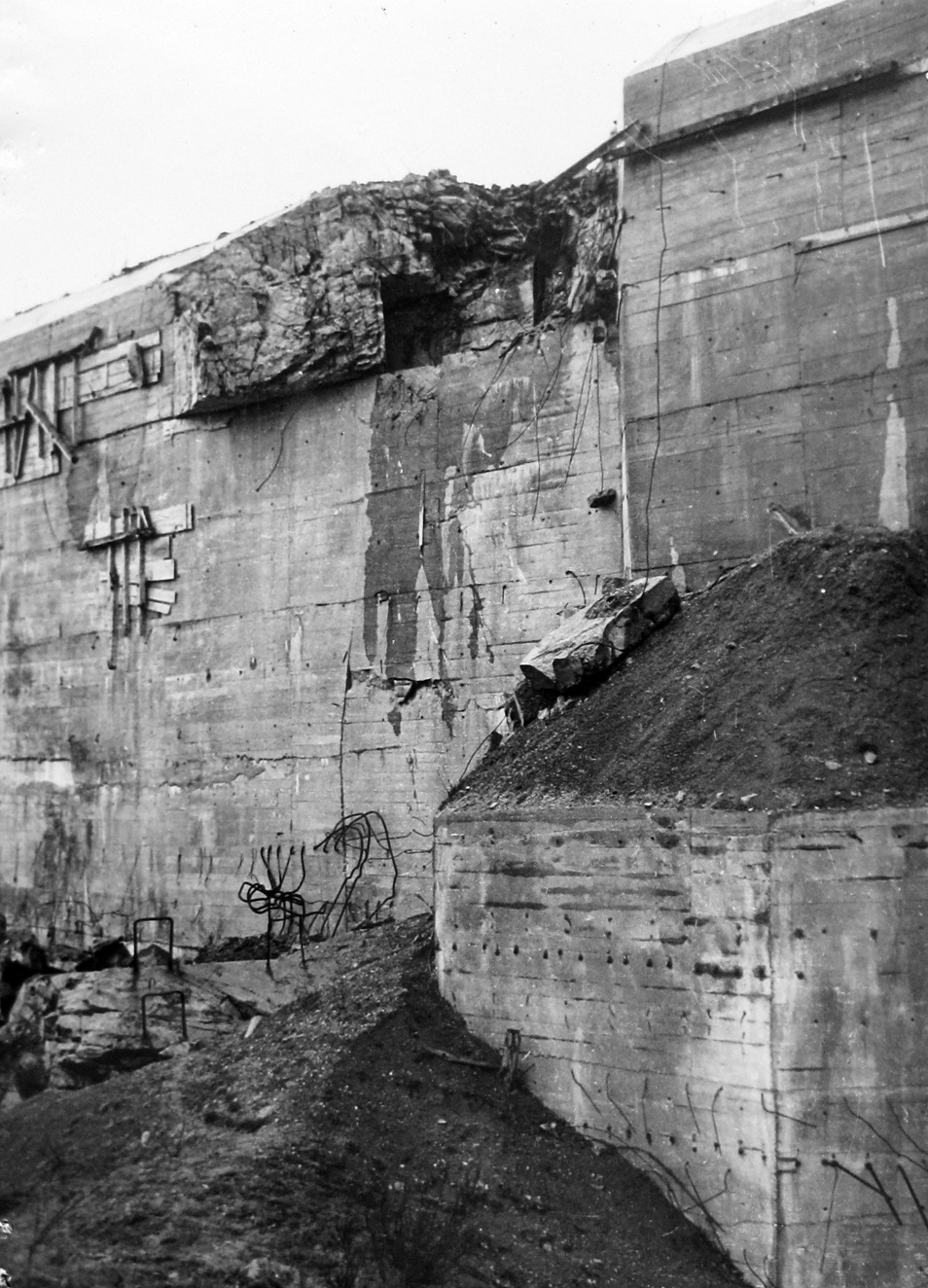
Photographie de 1951 montrant les dégâts causés par une bombe sismique Tallboy sur le toit du côté sud du blockhaus.

Seul 35 % du blockhaus d'Éperlecques était construit à l'époque mais il était devenu évident qu'il ne pourrait pas être utilisé comme un site de lancement. Les Allemands avaient cependant toujours besoin d'usines de production d'oxygène liquide pour approvisionner les autres sites de missiles V2. Après avoir évalué les dégâts en septembre et octobre 1943, les ingénieurs de l'Organisation Todt conclurent que la partie nord était irrémédiablement endommagée et décidèrent de se concentrer sur l'achèvement de la partie sud et de la transformer en usine de production d'oxygène liquide. L'un des ingénieurs, Werner Flos, proposa de protéger les travaux en construisant d'abord le toit. Cela fut réalisé en construisant une dalle de béton de 5 m d'épaisseur et de 37 000 t puis en la soulevant avec des vérins avant de construire les murs sous ce nouveau toit. L'usine de production d'oxygène liquide construite dans le bâtiment devait approvisionner un site de lancement encore plus imposant de nom de code Schotterwerk Nordwest en cours de construction à Wizernes pour remplacer le complexe d'Éperlecques. L'épaisseur de la dalle fut calculée à partir de l'hypothèse qu'aucune bombe alliée n'était capable de pénétrer une telle épaisseur, mais les Allemands ignoraient l'existence des bombes sismiques mises au point par les Britanniques.
L'attention allemande se tourna alors essentiellement vers Wizernes mais les Alliés continuèrent de bombarder le site d'Éperlecques. Les attaques firent peu de dégâts sur le blockhaus mais les voies ferrées et les routes étaient systématiquement détruites. Le 3 juillet 1944, l'Oberbefehlshaber West autorisa l'arrêt des travaux sur les sites d'Éperlecques et de Wizernes alors largement endommagés. Trois jours plus tard, l'intérieur du blockhaus d'Éperlecques fut dévasté par l'impact d'une bombe Tallboy. Le 18 juillet, Hitler mit un terme aux travaux sur les sites de lancement de missiles depuis des bunkers. Gerd von Rundstedt, commandant du front ouest, décida néanmoins de poursuivre quelques travaux pour tromper les Alliés. Le site était à présent inutile et les Allemands lui donnèrent le nom de code ironique de « Motte de Béton » et les équipements de production d'oxygène liquide furent transférés à l'usine de V2 Mittelwerk en Allemagne, les compresseurs étaient en effet trop vulnérables pour supporter le choc d'une Tallboy.
| Date             | Mission |
| ---------------- | --- |
| 27 août 1943     | 187 B-17 du VIIIe Bomber Command larguèrent 368 bombes de 910 kg sur le site d'Éperlecques. Les Alliés pensaient alors qu'il s'agissait d'un complexe de V1 et les aviateurs reçurent l'ordre de bombarder à basse altitude le béton fraîchement coulé,. Le bombardement entraîna la solidification du béton en une masse informe impossible à réparer. Les Alliés perdirent deux B-17, l'un fut abattu par des chasseurs Bf-109 et l'autre, endommagé par la Flak, s'écrasa au Royaume-Uni. Trois escorteurs P-47 furent abattus,. |
| 30 août 1943     | 24 B-25, 18 Ventura et 36 B-26 du VIIIe Bomber Command larguèrent 49 tonnes de bombes sur ce qui était décrit comme un « dépôt de munitions à Éperlecques ». Un bombardier fut abattu par la Flak et quatorze autres furent endommagés. |
| 7 septembre 1943 | 58 B-17 bombardèrent le site d'Éperlecques avec 116 tonnes de bombes. |
| 2 février 1944   | 95 B-24 escortés de 183 P-47 attaquèrent les sites d'Éperlecques et de Siracourt. |
| 8 février 1944   | 110 B-24 larguèrent 364 tonnes de bombes sur les sites de Watten et de Siracourt et plus de 200 B-26 y retournèrent le lendemain pour poursuivre les attaques. |
| 19 mars 1944     | 117 B-17 bombardèrent Éperlecques, Wizernes et Mimoyecques et 65 A-20 attaquèrent à nouveau les sites dans l'après-midi. |
| 21 mars 1944     | 56 B-24 bombardèrent Éperlecques mais le mauvais temps empêcha les B-26 de participer au raid. |
| 26 mars 1944     | 500 bombardiers lourds de la 8th USAAF attaquèrent seize sites balistiques allemands dans le nord de la France, dont Éperlecques, et larguèrent 1 271 tonnes de bombes. Quatre B-17 et un B-24 furent abattus, alors que 236 autres furent endommagés. |
| 29 mars 1944     | 77 B-24 furent envoyés contre Éperlecques mais du fait de problèmes mécaniques et de navigation, seuls 31 appareils parvinrent à bombarder la cible. |
| 6 avril 1944     | Cinq groupes de B-24 de la 2d Bombardment Division américaine menèrent une attaque contre Éperlecques mais seuls 12 appareils arrivèrent sur place du fait du mauvais temps. |
| 18 avril 1944    | Bombardement d'Éperlecques par des appareils américains. |
| 19 avril 1944    | 27 B-24 attaquèrent Éperlecques dans l'après-midi. |
| 1er mai 1944     | Plus de 500 bombardiers lourds attaquèrent les sites balistiques dans le Pas-de-Calais mais le mauvais temps ne permit qu'à 129 d'entre eux de bombarder les sites d'Éperlecques et Mimoyecques. |
| 30 mai 1944      | Les bombardiers lourds de l'USAAF attaquèrent Éperlecques et Siracourt. |
| 16/17 juin 1944  | 236 Lancaster, 149 Halifax de la RAF menés par 20 Mosquito de ciblage attaquèrent les sites balistiques dans le Pas-de-Calais dont Éperlecques qui fut bombardé pour la première fois avec des bombes Tallboy. |
| 18 juin 1944     | 58 B-17 bombardèrent Éperlecques. |
| 18/19 juin 1944  | 10 Mosquito attaquèrent Éperlecques malgré le mauvais temps. Les résultats sont inconnus mais aucun appareil ne fut perdu. |
| 19 juin 1944     | 19 Lancaster éclairés par 11 Mosquito de reconnaissance attaquèrent Éperlecques. Le mauvais temps réduisit la précision et la Tallboy qui frappa au plus près manqua sa cible de 46 m. |
| 6 juillet 1944   | 314 Halifax, 210 Lancaster et 26 Mosquito bombardèrent les sites balistiques dans le Pas-de-Calais dont Éperlecques. Le blockhaus fut pénétré et sévèrement endommagé par une bombe Tallboy. |
| 25 juillet 1944  | 81 Lancaster et 11 Mosquito attaquèrent Éperlecques et deux autres sites de lancement avec des bombes Tallboy. |
| 4 août 1944      | Première mission de l'opération Aphrodite au cours de laquelle quatre B-17 télécommandés et remplis d'explosifs furent dirigés contre Éperlecques et d'autres sites dans le Pas-de-Calais mais aucun ne toucha sa cible. |
| 6 août 1944      | Deux autres B-17 télécommandés furent dirigés contre Éperlecques sans grands résultats,. |

Le site d'Éperlecques fut capturé le 4 septembre 1944 par les forces canadiennes. Les Allemands l'avaient abandonné quelques jours plus tôt et avaient retiré les pompes qui évacuaient l'eau des fondations. Une grande partie du blockhaus fut donc rendue inaccessible aux Alliés.

## Après-guerre

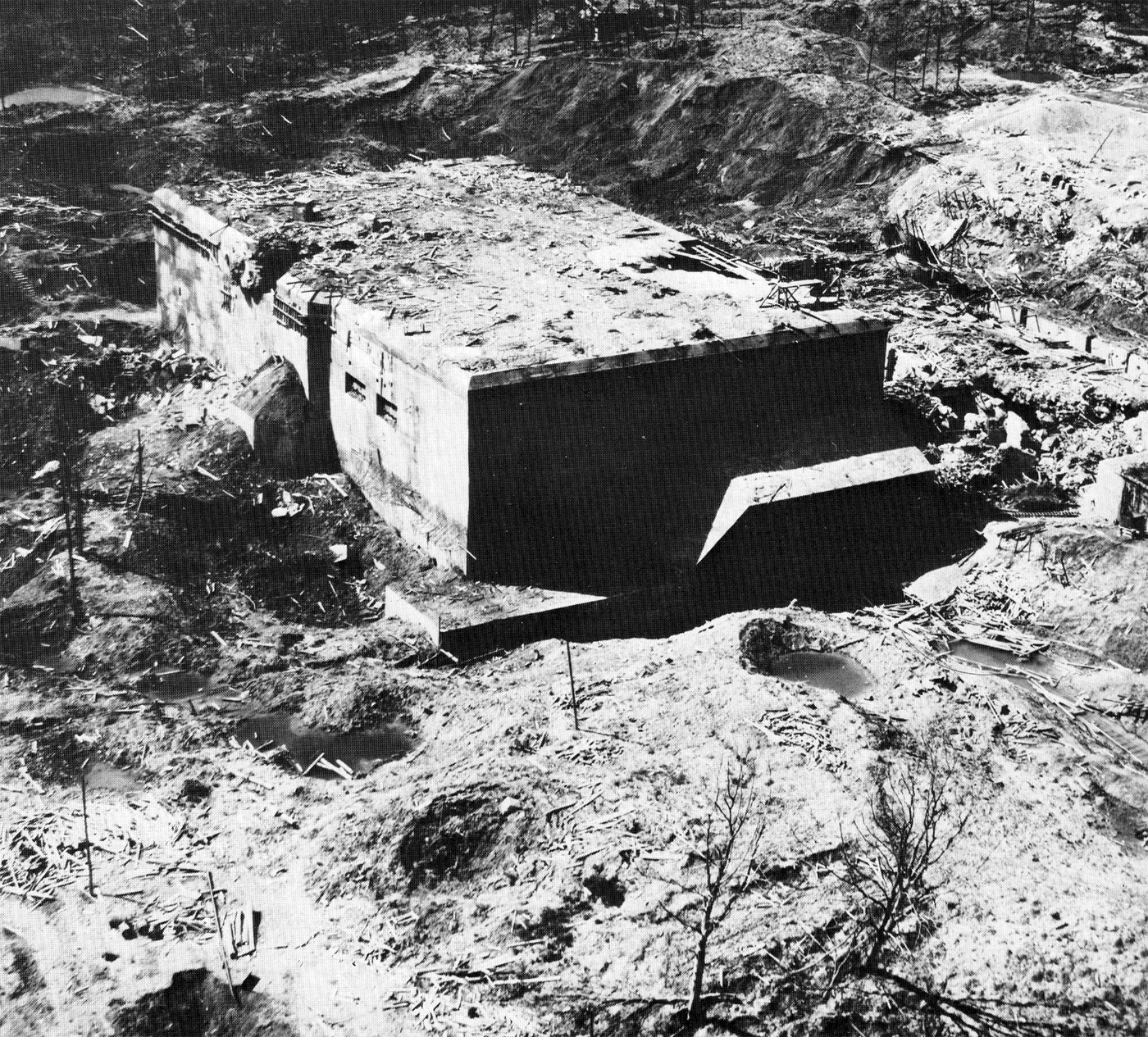
Photographie aérienne du blockhaus en 1944 ou 1945.

Le blockhaus fut inspecté le 10 septembre 1944 par le physicien français Frédéric Joliot-Curie, accompagné de Duncan Sandys, qui présidait un comité spécial pour coordonner la défense britannique contre les armes balistiques allemandes. À la suite de la visite, Sandys lança une mission technique inter-services menée par le colonel Terence Sanders pour enquêter sur les sites de Mimoyecques, Siracourt, Watten et Wizernes. Le rapport de Sanders fut présenté au Cabinet de guerre britannique le 19 mars 1945.
Malgré la capture du blockhaus d'Éperlecques, sa fonction restait encore inconnue. Sanders nota que « le rôle des structures ne fut jamais connu tout au long de la période d'intenses reconnaissances et attaques ». Du fait de la découverte de grandes citernes en aluminium dans la partie principale du blockhaus, il supposa que les Allemands avaient prévu de l'utiliser comme usine de production de peroxyde d'hydrogène pour les missiles V1 et V2. Il repoussa l'idée d'une production d'oxygène liquide et conclut à tort que « le site n'avait pas de rôle offensif ». Il avança, qu'à la différence des sites de Mimoyecques et de Wizernes, le blockhaus d'Éperlecques ne présentait pas de menaces à la sécurité du Royaume-Uni et « qu'il n'est donc pas impérativement nécessaire de s'assurer de la destruction du site ».
Le blockhaus fut à nouveau ciblé par les Alliés en février 1945 pour tester la nouvelle bombe à charge pénétrante Disney conçue pour doubler la vitesse d'impact et donc accroître la capacité de pénétration du projectile. Le site avait été choisi en octobre 1944 car il s'agissait de la plus grande cible accessible en zone occupée et se trouvait de plus à l'écart d'une zone habitée. Le 3 février 1945, un B-17 de la 8th USAAF largua une bombe Disney qui percuta une section de mur. Les résultats furent cependant peu concluants car la Royal Air Force fut incapable de déterminer la pénétration du béton. Même si les bombes Disney furent utilisées au combat à de rares occasions, leur contribution à l'effort de guerre fut minimale. En janvier 2009, la bombe Disney fut retirée du toit où elle s'était fichée lors du test,.
Le blockhaus d'Éperlecques fut à nouveau inspecté le 20 juin 1951 par une commission anglo-française afin de déterminer s'il était possible de le réutiliser pour des fonctions militaires. L'attaché militaire britannique, le major W.C. Morgan, rapporta au Directorate of Military Intelligence (en) appartenant au Cabinet de guerre que la partie principale du blockhaus n'avait pas été significativement endommagée par les bombardements et bien qu'elle soit inondée, si l'eau était drainée et que les structures étaient renforcées, « le bâtiment pourrait être rapidement prêt à recevoir une usine de liquéfaction d'oxygène ou tout autre équipement nécessitant un large bâtiment à l'épreuve des bombes ».
Le blockhaus ne fut cependant pas réutilisé et les terrains l'entourant furent rendus à un usage privé. La zone resta à l'abandon pendant de nombreuses années avant que ses propriétaires ne développent de nouveau le site. En 1973, l'abri fut ouvert au public pour la première fois sous le nom de « Blockhaus d'Éperlecques ». La propriété fut acquise par Hubert de Mégille au milieu des années 1980 et le 3 septembre 1986, l'État français le classa monument historique. La zone autour du blockhaus a été reboisée même si elle reste ravagée par les cratères de bombes. Divers équipements militaires de la Seconde Guerre mondiale (dont une bombe volante V1 sur une rampe de lancement) sont exposés et relatent l'histoire du programme balistique allemand. En 2009, le musée a accueilli 45 000 visiteurs.

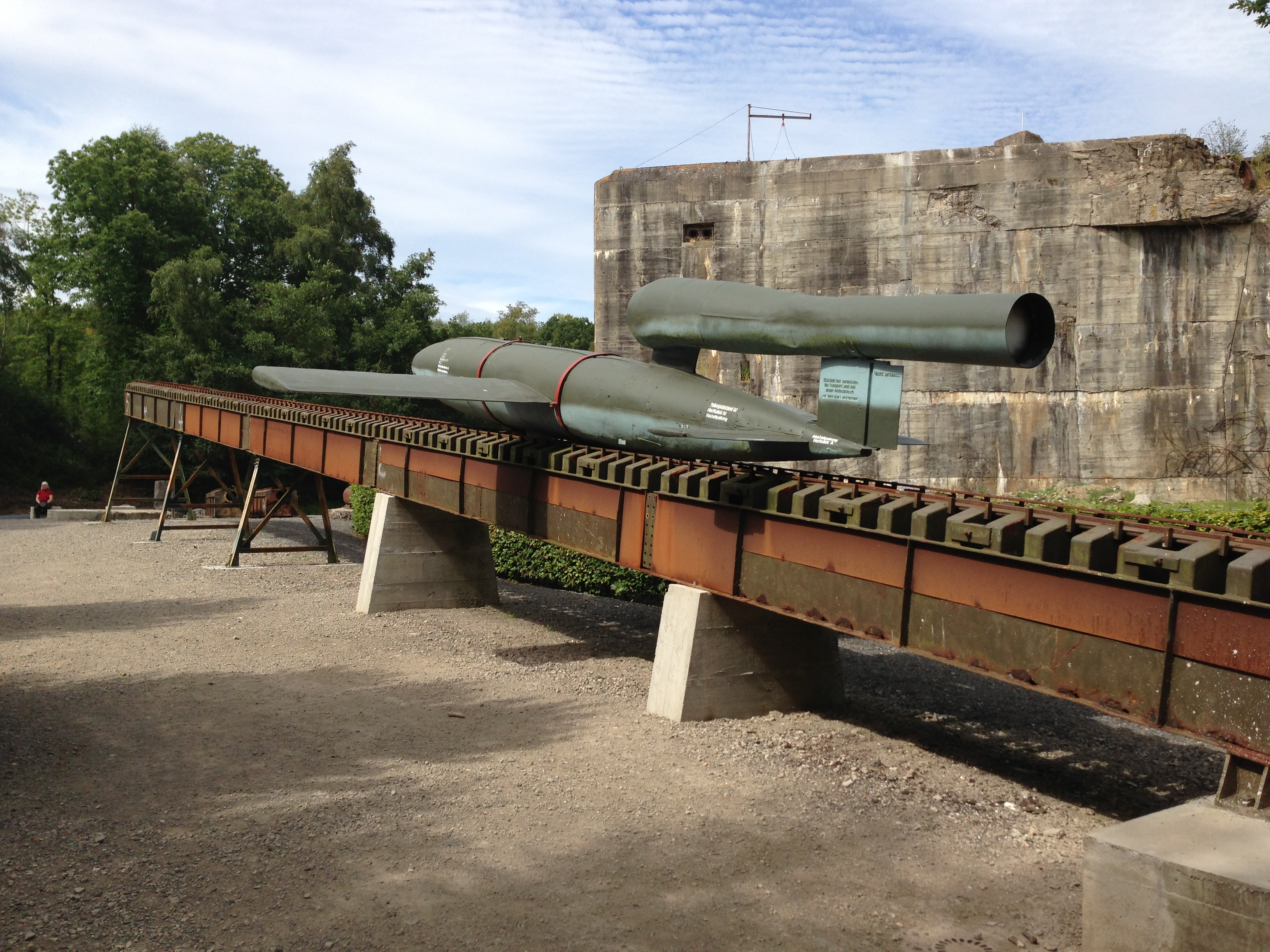
Rampe de lancement des V1 exposée à côté du blockhaus.
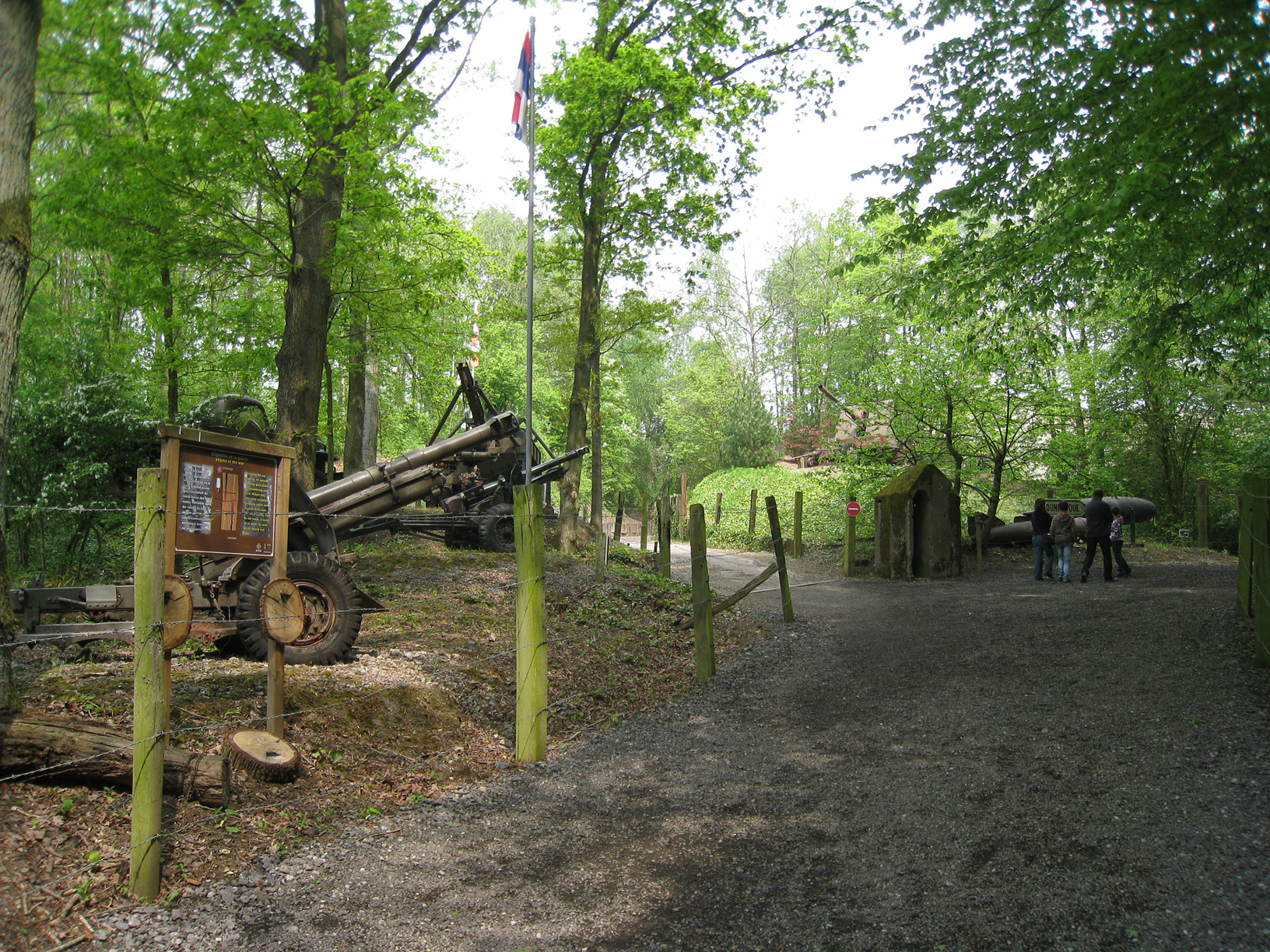
Équipements militaires exposés dans la forêt autour du blockhaus d'Éperlecques.

### Différences
1. ↑  Gorce 2000, p. 52, écrit le 29 mars 1943 comme date où Speer aurait présenté le projet à Hitler.